# Anteros gentilis
Anteros gentilis är en fjärilsart som beskrevs av Rebillard 1958. Anteros gentilis ingår i släktet Anteros och familjen Riodinidae. Inga underarter finns listade i Catalogue of Life.